# Dromolaxia
Dromolaxia (Δρομολαξιά in greco, Mormenekşe in turco) è un comune di Cipro, situato nel distretto di Larnaca.